# Полузірська сільська рада
Полузірська сільська рада — колишній орган місцевого самоврядування у Новосанжарському районі Полтавської області з центром в селі Полузір'я.

## Населені пункти
Сільраді були підпорядковані населені пункти:
- c. Полузір'я
- с. Бондури
- с. Дмитренки

## Пам'ятки
На території сільської ради розташована частина загальнозоологічного заказника місцевого значення «Сьомківщина».